# Limpopo (folyó)
A Limpopo folyó Afrika déli részén. A Dél-afrikai Köztársaságban, a Witwatersrand-hátságon ered Johannesburg közelében és Mozambikban, Xai-xainál torkollik az Indiai-óceánba. Teljes hossza 1750 km, vízgyűjtő területe 413 000 km². A Zambézi után ez Afrika második legnagyobb Indiai-óceánba ömlő  folyója.

## Neve
Nevének jelentése sotho nyelven „a zuhatag folyója”.

## Földrajza

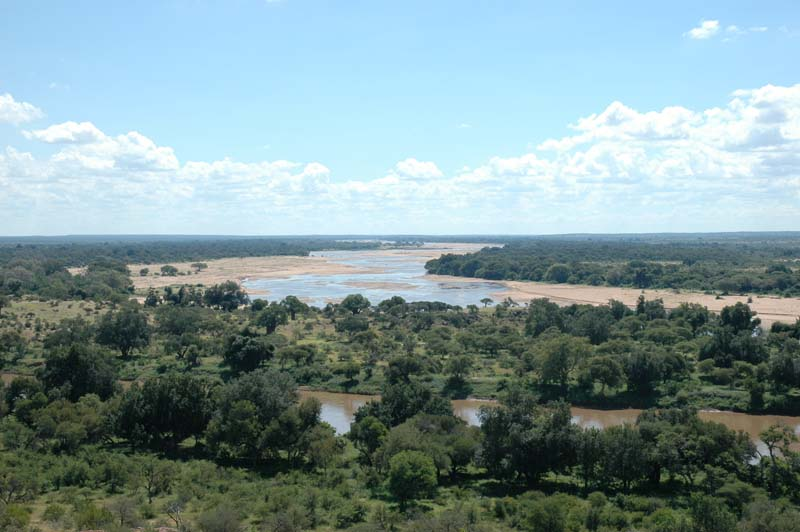
A Limpopo és a Shashe összefolyása

A Limpopo tengerhez vezető útja során hatalmas ívet ír le, először északi, majd északkeleti irányban halad, végül délkeletnek veszi útját. Innen egy 640 km-es szakaszon a Dél-afrikai Köztársaság határfolyója, északon először Botswanát, majd Zimbabwét választva el tőle. A folyón több zúgó található, amint a dél-afrikai felföldről a tenger felé esik. Mozambikba érve egy 27 km-es szakaszon mintegy 250 m-t esik a zúgókon, zuhatagokon.
Fő mellékfolyója az Olifants (am. Elefánt), mely a Limpopo vízhozamához évi 1,233 milliárd m³-rel járul hozzá. Egyéb fontos mellékfolyói a Shashe, a Mzingwane, a Krokodil, a Mwenezi és a Luvuhu.
A mozambiki Xai-xai kikötőváros a folyó torkolatához közel fekszik. Az Olifants folyó alatt a folyó teljes hosszában, állandóan hajózható, bár egy homokpad, a dagály idejét kivéve, megakadályozza nagyobb hajók behajózását.
A Dél-Afrikai Köztársaság északkeleti részén a folyó a Kruger Nemzeti Park határát képezi. Egyes mellékágak, például az Oliphants folyó, magán a parkon is keresztülhaladnak.

## A vízgyűjtő medence
A Limpopo és mellékfolyói lassú folyásúak, vizük hordalékkal van tele. Az eső évszakfüggő és kiszámíthatatlan. Száraz években a folyó felső folyásán néha akár 40 napnál is kevesebb ideig van víz a mederben. A vízgyűjtő felső szakasza a száraz Kalahári-sivatagban van, de a folyó mentén lefelé haladva egyre több a csapadék. A következő szakasz a Waterberg-hegység vizét vezeti le, a hegységet fél-lombhullató erdők borítják, a terület kevésbé lakott.  A folyó alsó szakasza viszont termékeny és sűrűn lakott. A folyó alsó szakaszán az esős évszak vége felé időnként áradások okozhatnak gondokat. Emlékezetes a katasztrofális, 2000-es áradás, melyeknek oka egy ciklon által okozott felhőszakadás volt.
A Limpopo-medencében mintegy 14 millió ember él.

## Története

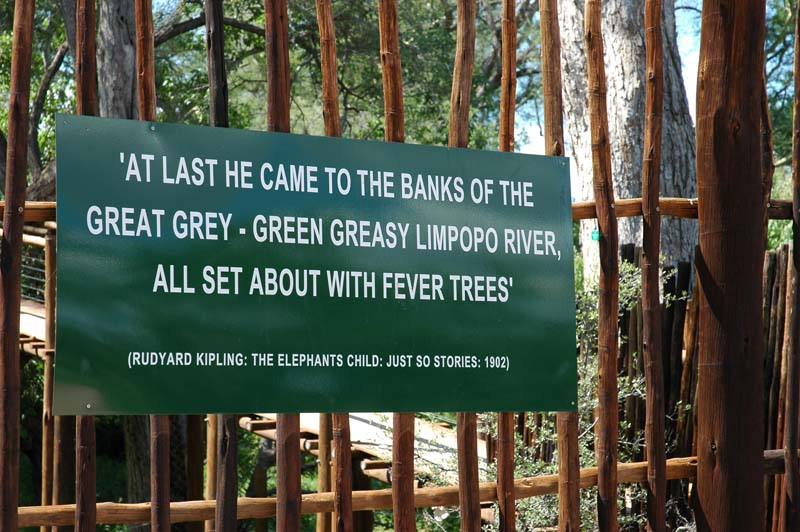
„egyszer csak megérkezett a szürkészöld, zsíros Limpopo folyóhoz, melynek partját babérfák szegik sűrűn.”
Kilátó a Limpopo partján, Dél-afrikai Köztársaság, Mapungubwe

Valószínűleg Vasco da Gama volt az első európai utazó, aki a folyót megpillantotta, amikor első expedíciója 1498-ban kikötött a folyótorkolatnál. A Makapans-völgyben talált australopithecus maradványok azt bizonyítják, hogy a folyó partján már napjaink előtt 3,5 millió évvel is laktak. 

## Az irodalomban
A Limpopót Rudyard Kipling Az elefántkölyök című novellája tette halhatatlanná, melyben Kipling a következőképpen ír róla: 
„a nagy-nagy, zöldesszürke, kövér Limpopo folyó …, melyet sűrű babérfák szegélyeznek,” …ahol a „tarka óriás-szikla-kígyó lakik.
Verne Gyula Dél csillaga című regénye a Limpopo folyó környékén játszódik.